# Gündüz Kılıç
Gündüz "Father" Kılıç (Istanboel, 29 oktober 1918 – New York, 17 mei 1980) was een Turks voetballer en voetbalcoach. Gündüz speelde als speler maar bij één club: Galatasaray.
Hij werd na zijn spelersloopbaan coach bij deze club: hij zou de club in totaal 9 seizoenen coachen, 306 wedstrijden lang. Dit maakt hem de langstzittende trainer bij de club ooit. Tevens was Kılıç ook de eerste trainer die Galatasaray naar een groot Europees toernooi loodste. In 1963 werd de kwartfinale van de Europacup I bereikt, waar AC Milan te sterk bleek te zijn. Kılıç was hoofdtrainer bij Galatasaray in drie periodes: in het seizoen 1952/1953, in de periode 1954-1957 en in de periode 1961-1967.